# Fala Rayleigha

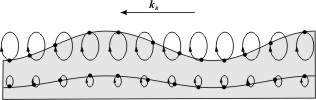
Fala Rayleigha

Składowe wektora przemieszczeń fali Rayleigha normalna u_{3} i wzdłużna u_{1}

Fala Rayleigha – płaska fala mechaniczna należąca do rodziny fal sejsmicznych oraz akustycznych fal powierzchniowych. Jest to zaburzenie propagujące się wzdłuż powierzchni sprężystej charakteryzujące się szybkim, zależnym od długości fali, zanikaniem amplitudy w głąb podłoża. Ruch falowy obejmuje więc tylko warstwę przypowierzchniową podłoża i na głębokości rzędu długości fali praktycznie zanika (stąd miano – fala powierzchniowa). Wewnątrz ciała sprężystego mogą się propagować dwa rodzaje fal tj. poprzeczne i podłużne. Fala Rayleigha jest specyficznym złożeniem drgań podłużnych i poprzecznych do kierunku rozchodzenia się fali. Punkt na powierzchni, przez który przechodzi fala Rayleigha, porusza się po elipsie pozostającej w płaszczyźnie pionowej, równoległej do kierunku rozchodzenia się fali.
Fale Rayleigha propagują się w warunkach naturalnych na skutek gwałtownych zmian naprężeń skorupy ziemskiej (trzęsienia ziemi). Mogą być one także generowane sztucznie na powierzchni ciał sprężystych (zob. przetwornik międzypalczasty), dzięki czemu znalazły szereg zastosowań technicznych (akustoelektronika).